# 圖里恰

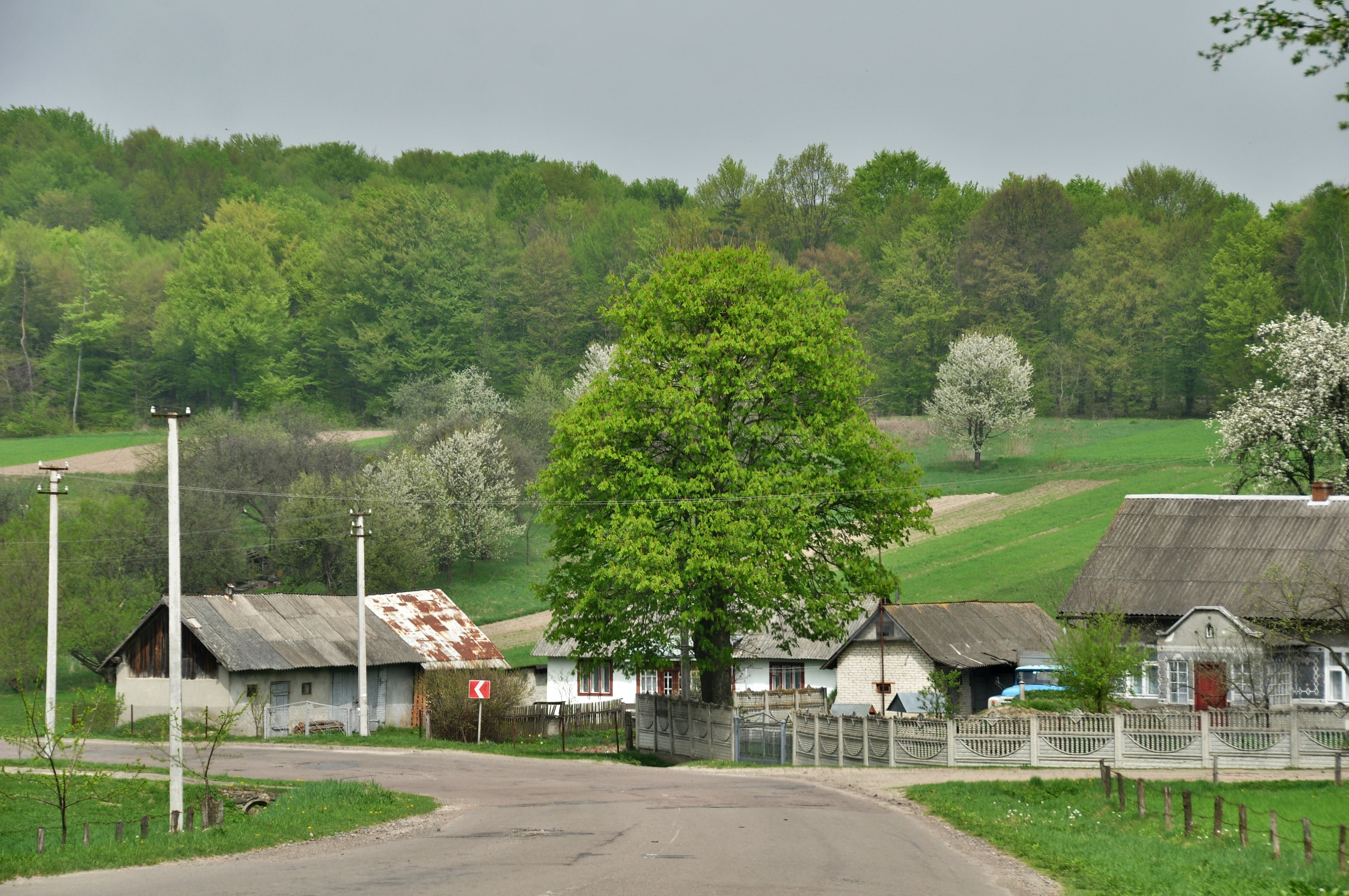

圖里恰（烏克蘭語：Турича），是烏克蘭的村落，位於該國西部利沃夫州，由亞沃里夫區負責管轄，始建於1444年，面積0.28平方公里，海拔高度350米，2001年人口51，人口密度每平方公里184.78人。
49°57′9″N 23°50′55″E / 49.95250°N 23.84861°E